# Пригородное (Славский район)
Пригородное, до 1931 года Зандфлус (нем. Sandfluß), в 1931—1945 годах Линденталь (нем. Lindental) — посёлок в Славском районе Калининградской области. Входит в состав Славского городского поселения.

## Население
| 2002 | 2010 |
| ---- | ---- |
| 136  | ↘116 |

## История
Населенный пункт Зандфлус в 1946 году был переименован в поселок Пригородное.